# Istanbul
Istanbul (/ˌɪstænˈbuːl/ hoặc /ˌiːstɑːnˈbuːl/; tiếng Thổ Nhĩ Kỳ: İstanbul [isˈtanbuɫ] ⓘ), là thành phố lớn nhất, đồng thời là trung tâm kinh tế, văn hóa và lịch sử của Thổ Nhĩ Kỳ. Với dân số hơn 14 triệu người (2014), Istanbul là một trong số các vùng đô thị lớn nhất châu Âu và xếp vào một trong những thành phố đông dân nhất thế giới xét về dân cư trong địa phận thành phố.

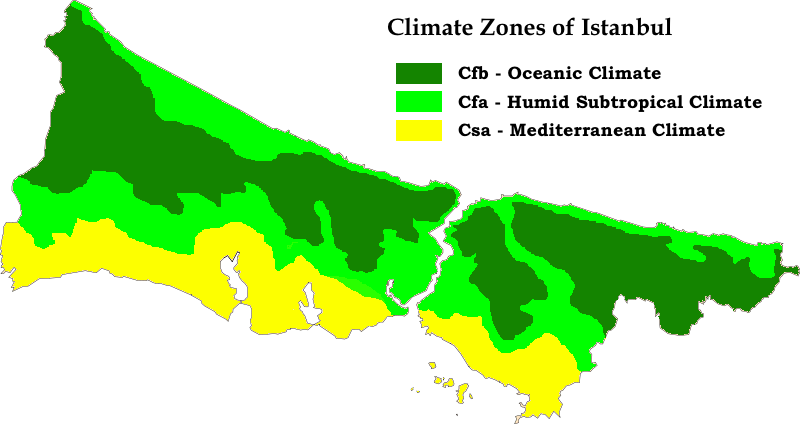
Khí hậu của Istanbul theo phân loại khí hậu Köppen:
Cfb: Khí hậu đại dương
Cfa: Khí hậu cận nhiệt đới ẩm
Csa: Khí hậu Địa Trung Hải

Istanbul là một thành phố liên lục địa, bắc ngang qua eo biển Bosphorus - một trong những tuyến đường biển nhộn nhịp nhất thế giới - ở tây bắc Thổ Nhĩ Kỳ, nối biển Marmara và biển Đen. Trung tâm lịch sử và thương mại của Istanbul nằm ở phần thuộc châu Âu, và chỉ có 1/3 dân số cư trú ở phần thuộc châu Á.
Kiến tạo trên mũi đất Sarayburnu khoảng năm 660 trước Công nguyên với tên gọi Byzantium, thành phố mà nay được gọi là Istanbul đã phát triển trở thành một trong những đô thành huy hoàng nhất trong lịch sử. Trong gần mười sáu thế kỉ sau sự tái thiết thành Constantinopolis năm 330 Công nguyên, nó từng là kinh đô của bốn đế quốc: Đế quốc La Mã (330-395); Đế quốc Byzantine (395-1204 và 1261-1453), Đế quốc Latin (1204-1261) và Đế quốc Ottoman (1453-1922). Thành phố đã đóng vai trò quan trọng trong sự lớn mạnh của Cơ đốc giáo dưới các thời đại La Mã và Byzantine, trước khi người Ottoman chinh phục vào năm 1453 và biến nó thành một pháo đài Hồi giáo, nơi trị vì của triều đại khalip cuối cùng. Mặc dù Cộng hòa Thổ Nhĩ Kỳ đã chọn Ankara làm thủ đô của mình, ngày nay những cung điện và thánh đường vẫn ngự trên các ngọn đồi của Istanbul như để nhắc nhở về vai trò trung tâm trước đây của thành phố.
Vị trí chiến lược của Istanbul nằm trên Con đường tơ lụa, các mạng lưới đường sắt tới châu Âu và Trung Đông, và tuyến hải lộ duy nhất giữa biển Đen và Địa Trung Hải đã giúp phát triển lượng dân số hỗn tạp , mặc dầu ít nhiều suy giảm kể từ khi nền Cộng hòa thiết lập năm 1923. Mặc dù bị coi nhẹ do không còn là thủ đô trong thời kì giữa hai cuộc Thế chiến, song về sau thành phố đã dần lấy lại phần lớn vị thế của nó. Dân số thành phố đã tăng mười lần kể từ những năm 1950, phần lớn do dòng người nhập cư vượt qua miền Anatolia tập trung lại siêu đô thị này và quy mô thành phố mở rộng ra để dành cho họ. Các lễ hội nghệ thuật được hình thành vào cuối thế kỷ XX, trong khi sự cải thiện cơ sở hạ tầng tạo nên một mạng lưới giao thông dày đặc.
12.56 triệu du khách nước ngoài đến Istanbul năm 2015, 5 năm sau khi thành phố nhận danh hiệu Thủ đô Văn hóa châu Âu, đưa thành phố này trở thành điểm đến du lịch thu hút khách nhiều thứ năm trên thế giới . Sức hút lớn nhất của thành phố nằm ở khu phố lịch sử, đượcUNESCO xếp hạng là Di sản thế giới, tuy nhiên trung tâm văn hóa và giải trí của nó nằm vắt qua cảng tự nhiên của thành phố, cảng Sừng Vàng ở quận Beyoğlu. Được xem là một thành phố toàn cầu, Istanbul là nơi đóng trụ sở của rất nhiều công ty cũng như cơ quan truyền thông Thổ Nhĩ Kỳ, và chiếm hơn một phần tư tổng sản phẩm nội địa của đất nước này. Hy vọng tận dụng sự hồi sinh và phát triển nhanh chóng của mình, Istanbul cũng đã tích cực chạy đua giành quyền đăng cai Thế vận hội Mùa hè 2020, nhưng thất bại trước Tokyo.

## Lịch sử

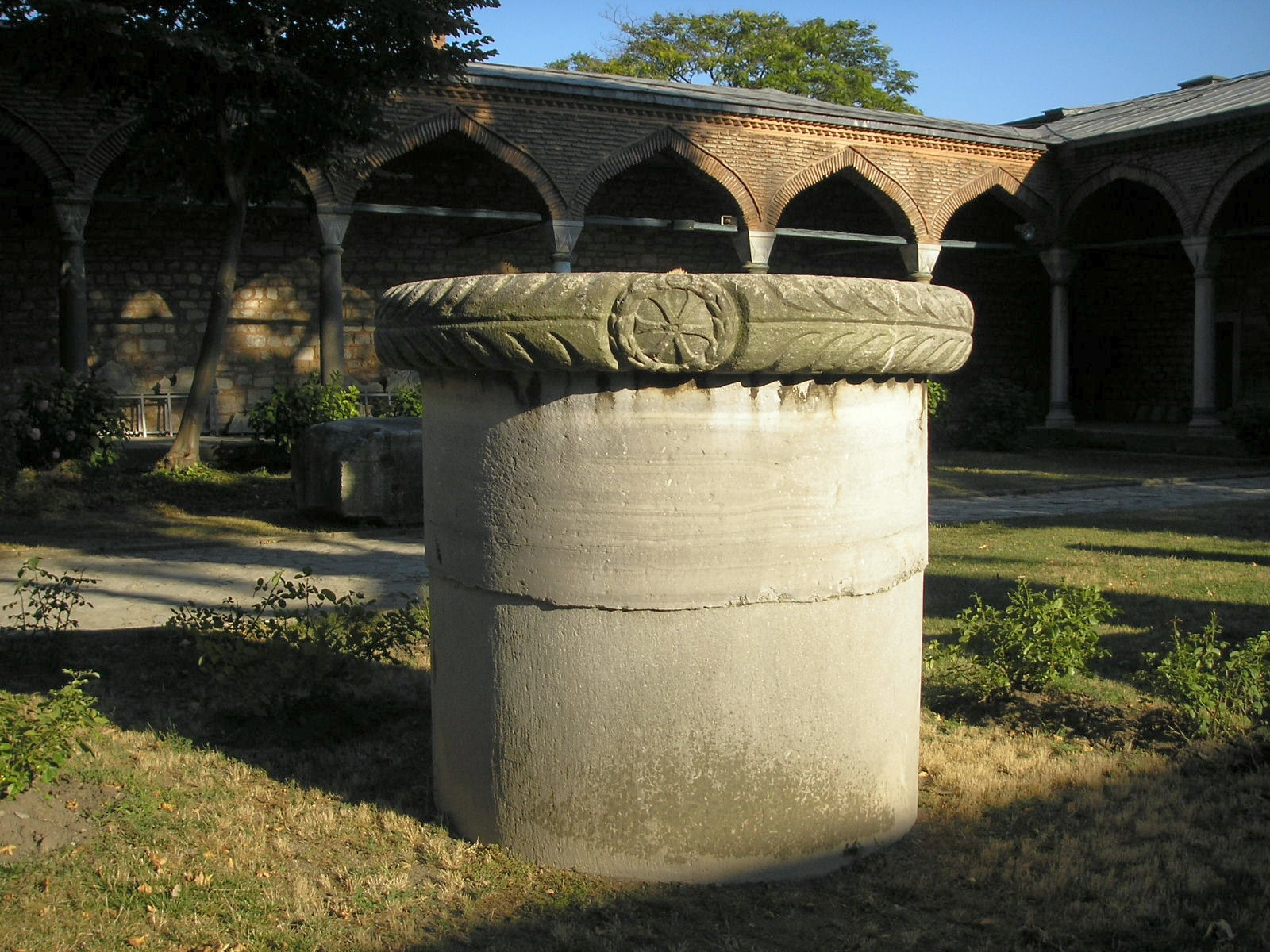
Di tích của một cột phong cách Byzantine tìm thấy ở vệ thành của Byzantiumxưa kia, ngày nay nằm trong khuôn viên tổ hợp kiến trúc Cung điện Topkapı.

### Sự hưng thịnh và suy vong của Constantinopolis

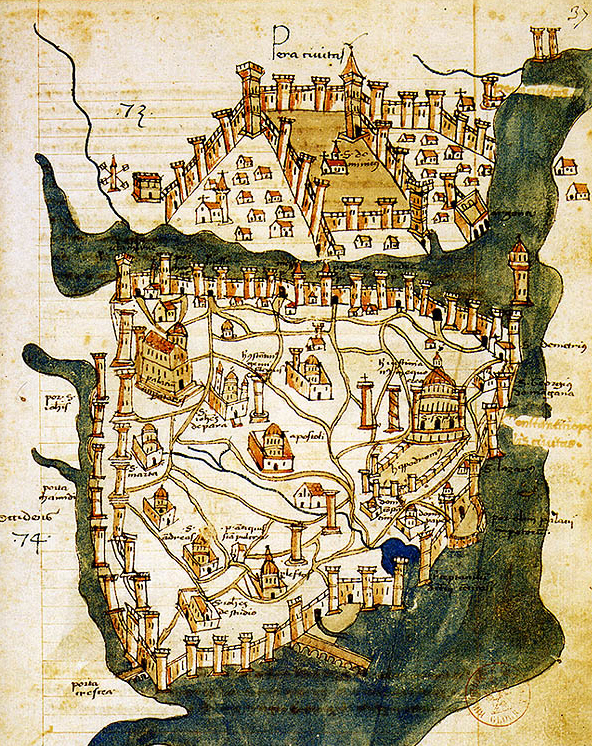
Được tạo ra năm 1422 bởi Cristoforo Buondelmonti, đây là bản đồ Constantinopolis cổ nhất còn tồn tại.

### Kỷ nguyên Ottoman và Thổ Nhĩ Kỳ

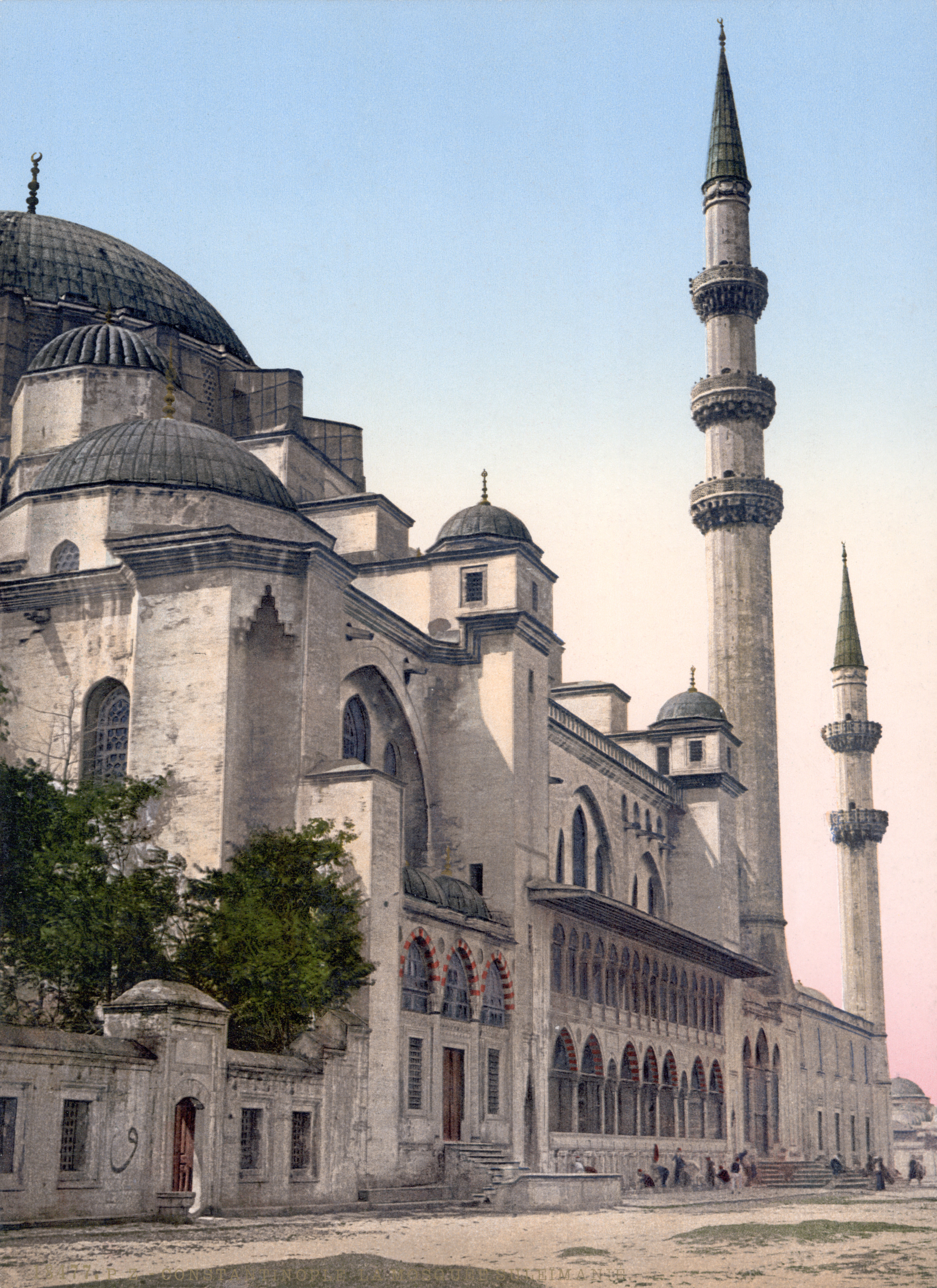
Thánh đường Hồi giáo Süleymaniye là một trong số những thánh đường ở Istanbul do Mimar Sinan thiết kế.

### Vị trí

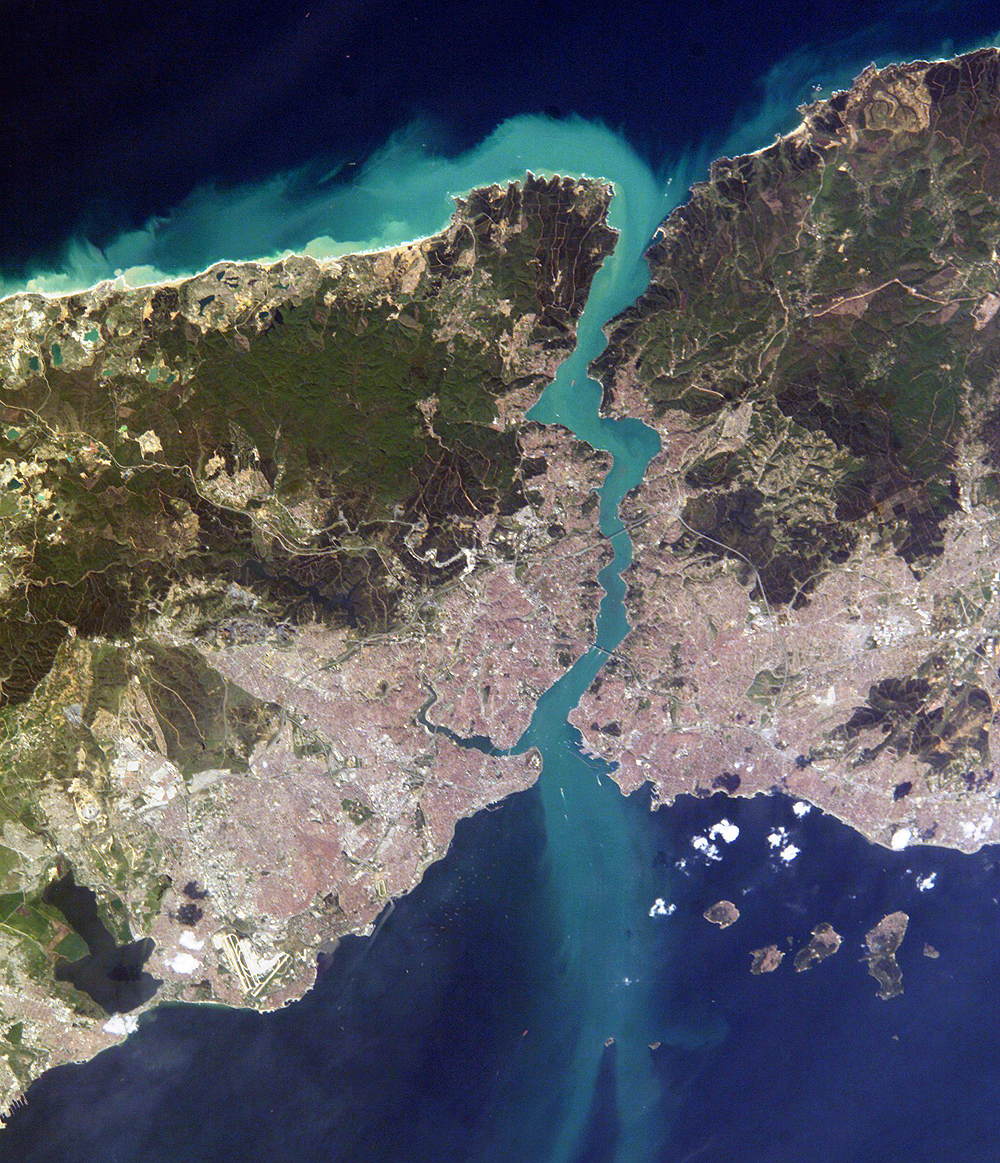
Ảnh vệ tinh Istanbul và Bosporus

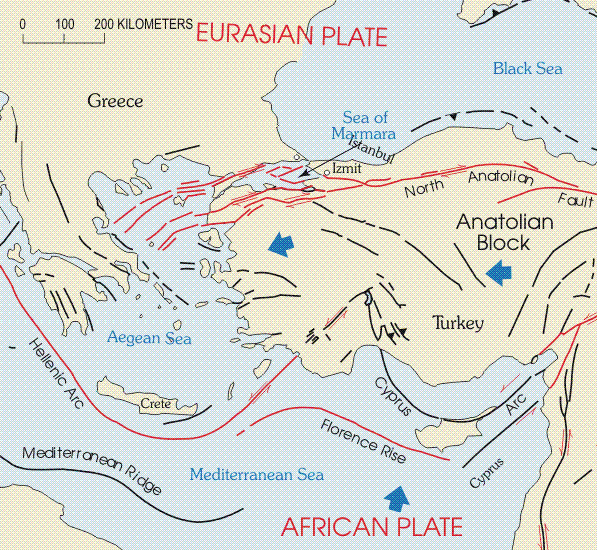
Các đứt gãy ở miền tây Thổ Nhĩ Kỳ tập trung ở đúng phía tây nam của Istanbul, chạy ngầm dưới biển Marmara và Biển Aegea.

## Cảnh quan

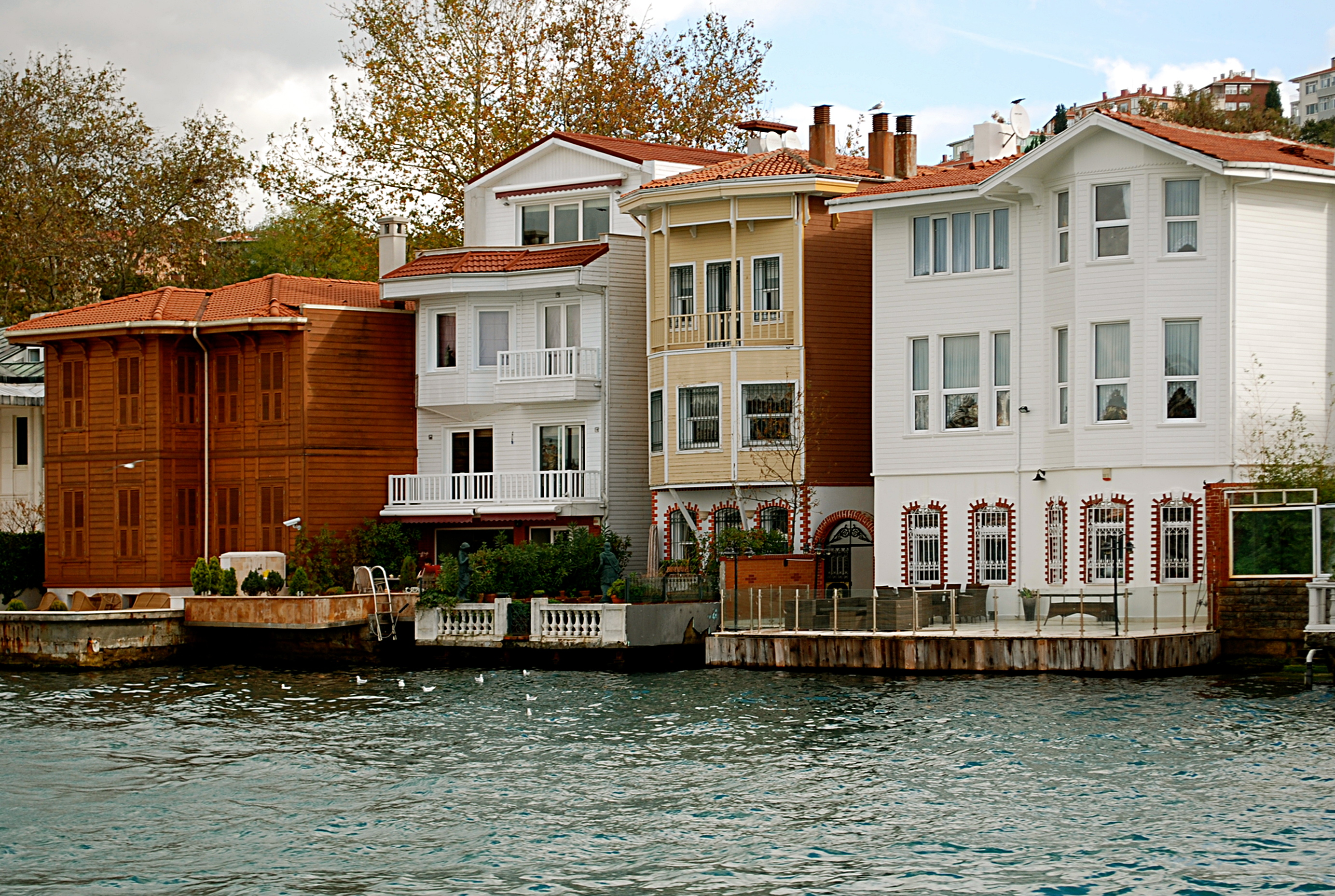
Ban đầu ở ngoài thành phố, các biệt thự yalı dọc theo Bosphorusnay là nhà của một số dân thượng lưu phụ cận Istanbul

### Kiến trúc

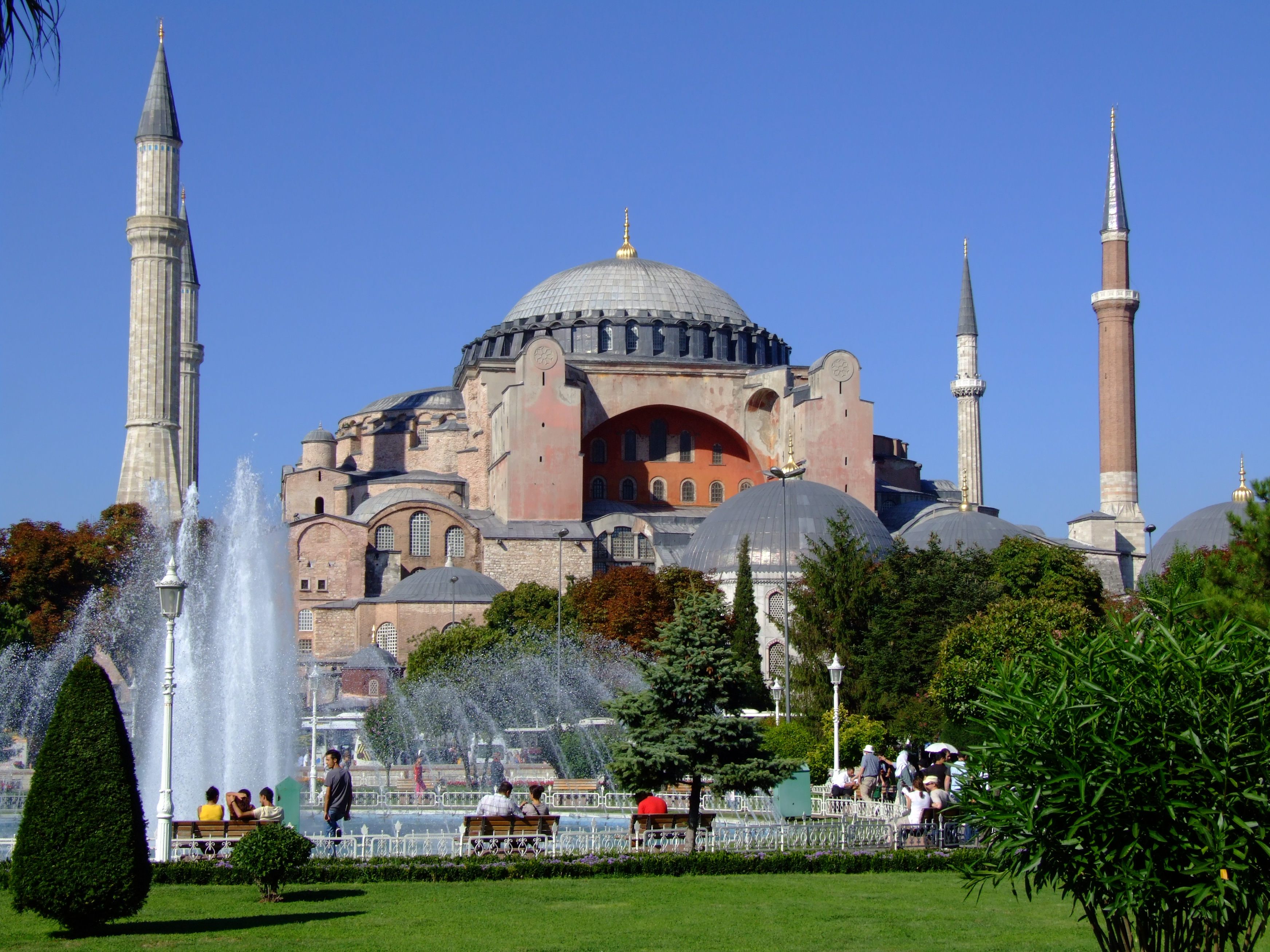
Được xây từ thế kỷ VI, Hagia Sophia từng là một nhà thờ Kitô giáo, rồi một thánh đường Hồi giáo trước khi trở thành một bảo tàng.

## Hành chính

Các quận của Istanbul kéo dài rất xa trung tâm thành phố, dọc theo toàn bộ eo Bosphorus (trong bản đồ Biển Đen ở phía bắc và Biển Marmara ở phía nam).

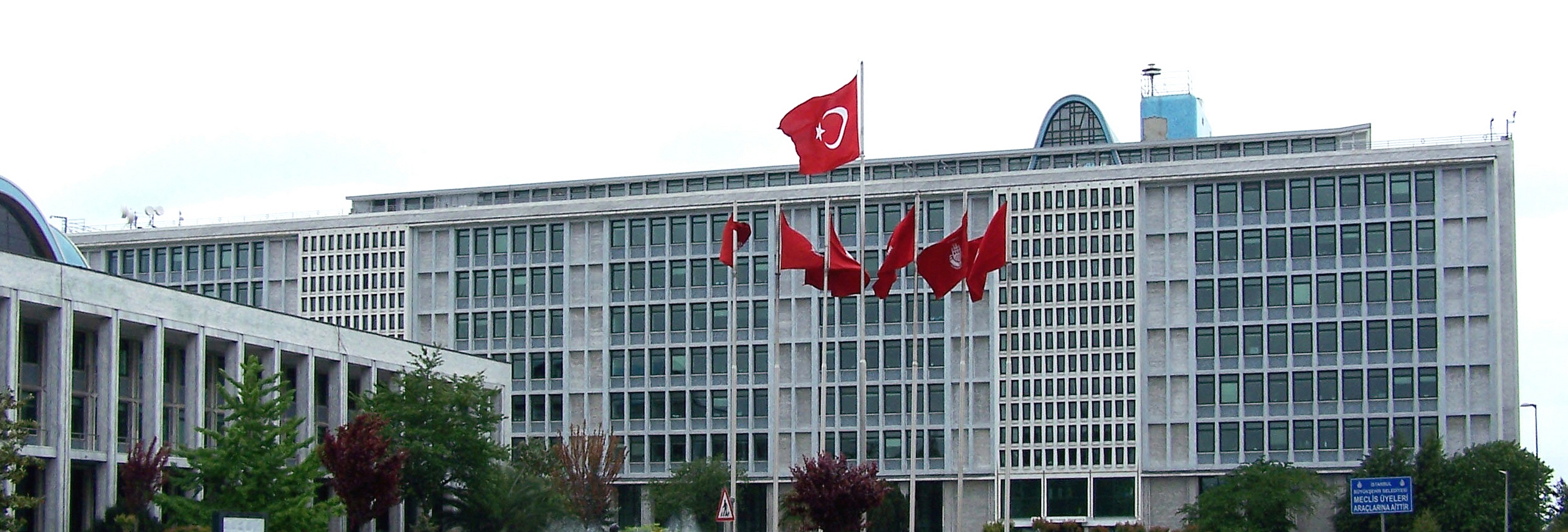
Tòa Thị chính Khu tự trị đô thị Istanbul, xây vào năm 1953, nằm ở quận Fatih.

### Các nhóm tôn giáo và dân tộc

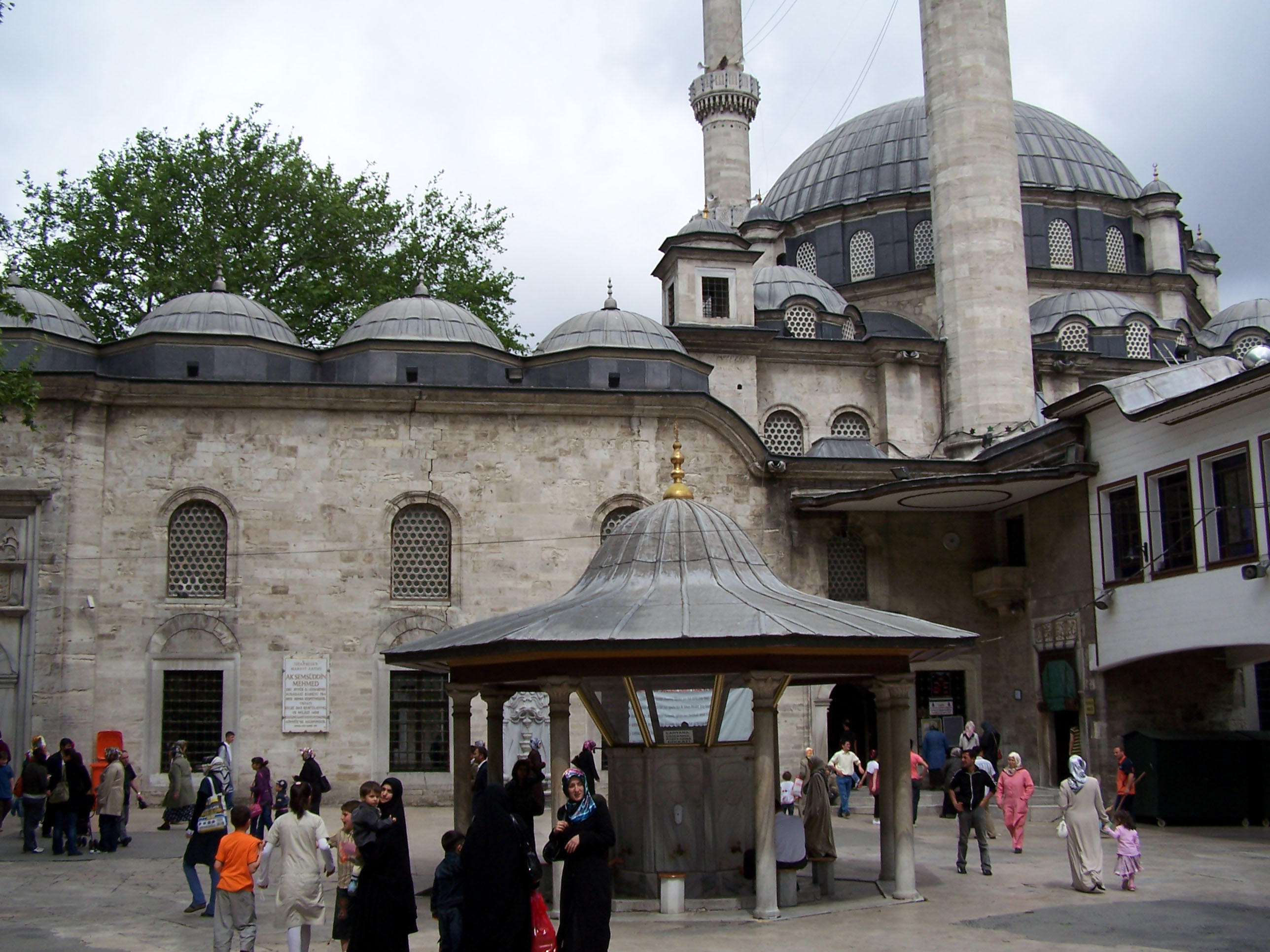
Thánh đường Hồi giáo Eyüp Sultan, nơi yên nghỉ Abu Ayyub al-Ansari (một chiến hữu của Nhà tiên tri), là một địa điểm hành hương nổi tiếng.

## Kinh tế

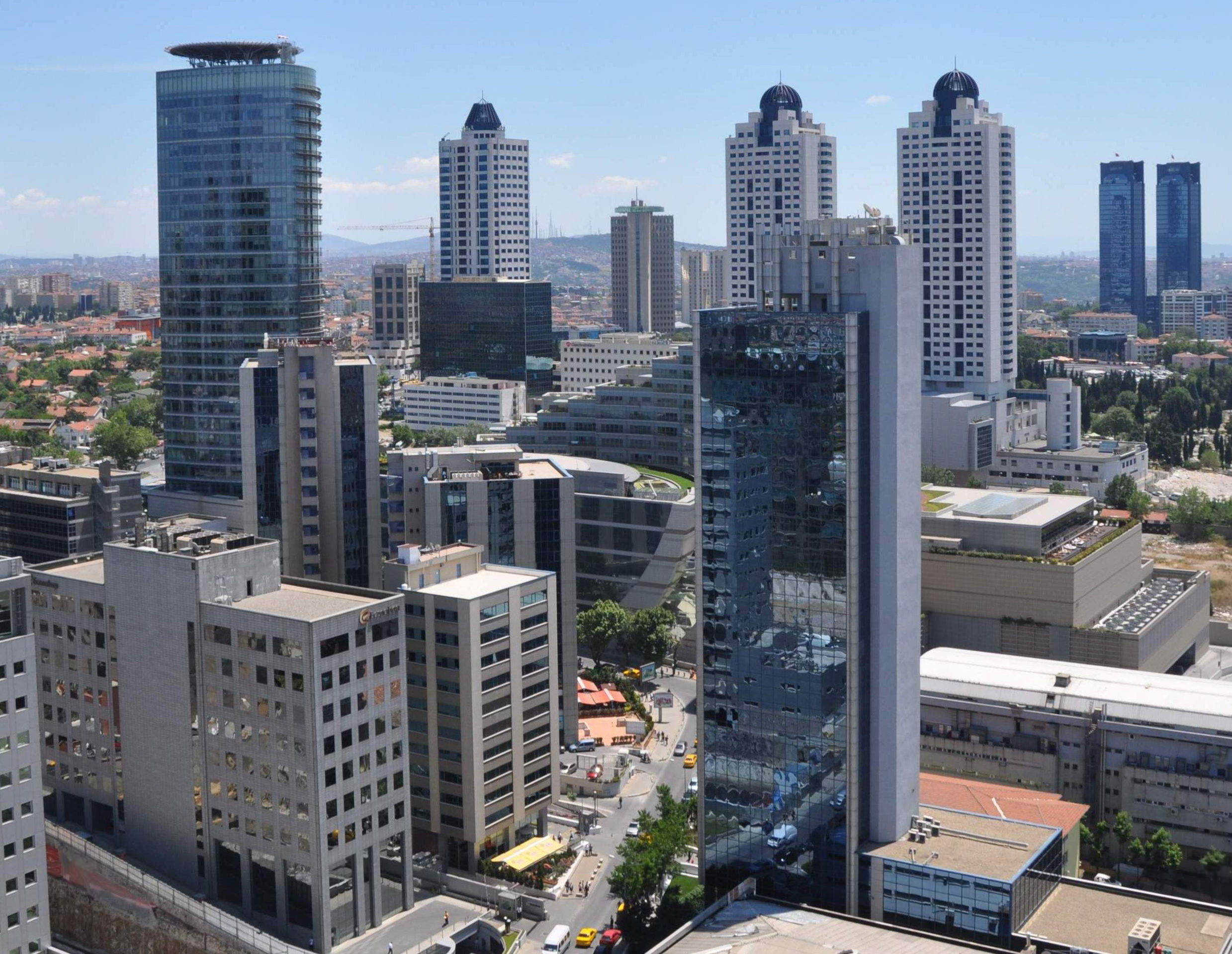
Quận buôn bán Levent là nơi có những tòa nhà cao nhất Istanbul.